# 徐亨 (興安伯)
徐亨（14世纪？—1460年），興国軍大冶县人，明朝将领。
徐亨是徐永之子。1404年（永乐二年），祖父徐祥去世，徐亨嗣爵興安伯。1410年（永乐八年）明成祖動員民丁十万人恢復黄河旧河道，徐亨与侍郎蔣廷瓚監督浚渫工事。1414年（永乐十二年）他跟随明成祖第二次遠征漠北，担任中軍副将。到达土剌河，俘获馬三千匹。凱旋后，防守開平，率轻騎往来于興和、大同之间，以備北边。1423年（永乐二十一年）和次年的第四次、第五次遠征漠北，徐亨与王通率右掖参战。1426年（宣德元年），作为沐晟麾下右副将遠征交趾，討伐黎利。因没有軍功，而被剥奪爵位。1435年（宣德十年）明英宗即位，徐亨恢复興安伯爵位。1444年（正統九年），遠征兀良哈，进入界嶺口、河北川，進爵为侯。出外镇守陝西，后来召回北京。1460年（天順四年）二月，去世。諡武襄。其子徐賢嗣爵興安伯。